# Encephalartos humilis
Encephalartos humilis es una especie de Cycadopsida del género Encephalartos, de la familia Zamiaceae, del orden Cycadales.

## Distribución
Encephalartos humilis se distribuye por Sudáfrica (Mpumalanga).

## Taxonomía
Fue descrita científicamente por I.Verd.. Fue publicado por primera vez en I.Verd. In: Bothalia 6(1): 220, 241, pl. 3. (1951).